# قابلية الأقمار الطبيعية للحياة

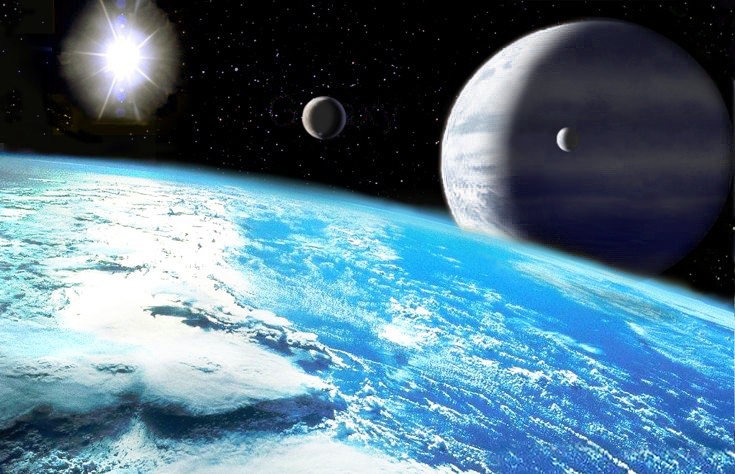
انطباع فني لقمر خارج المجموعة الشمسية يحتمل أن يكون صالح للسكن يدور حول عملاق غازي.

قابلية الأقمار الطبيعية للحياة هو مقياس لقدرة الأقمار الطبيعية لتكون بيئات مضيافة للحياة. البيئات القابلة للسكنى لا تؤمن بالضرورة الحياة. وتعتبر قابلية الكواكب دراسة ناشئة تعتبر هامة لعلم الأحياء الفلكية لعدة أسباب، أهمها أن الأقمار الطبيعية يتوقع أن تفوق عدد الكواكب إلى حد كبير ومن المفترض أن تكون عوامل قابلية السكن في الأقمار الطبيعية مشابهة لتلك الموجودة في الكواكب. وأقوى مرشحي الأقمار الطبيعية لاستضافة الحياة حاليا هي الأقمار الجليدية على سبيل المثال قمر المشتري أوروبا وقمر زحل إنسيلادوس على الرغم من أنه إذا كانت الحياة موجودة في أي من هما، فمن المحتمل أن تكون تحت السطح.وتاريخيا، كان يعتقد أن الحياة على الأرض هي ظاهرة سطحية تماما، ولكن الدراسات الحديثة أظهرت أن ما يصل إلى نصف الكتلة الحيوية للأرض يمكن أن تعيش تحت سطح الأرض.
الأقمار خارج المجموعة الشمسية لم يتم التأكد بعد من وجودها ورصدها أمر صعب للغاية، لأن الطرق الحالية تقتصر على توقيت العبور . ومن الممكن أن بعض سماتها يمكن تحديدها بطرق مماثلة لطرق عبور الكواكب (transiting planets.). وعلى الرغم من هذ افأن بعض العلماء يقدرون أن هناك العديد من الأقمار خارج المجموعة الشمسية صالحة للسكن كعدد الكواكب خارج المجموعة الشمسية الصالحة للسكن

## الشروط المتوقعة
تتشابه ظروف قابلية السكن بالنسبة للإقمار الطبيعية مع ظروف قابلية الكواكب للسكن. ومع ذلك، هناك العديد من العوامل التي تميز قابلية سكن الأقمار الطبيعية. منها وجود الماء السائل والاستقرار المداري. ويعتبر الغلاف الجوي من قبل علماء الأحياء الفلكية مهم في تطوير عملية التخليق الذاتي والحفاظ على الحياة والمياه السطحية . معظم الأقمار الطبيعية في النظام الشمسي تفتقر إلى غلاف جوي، والاستثناء الوحيد هو قمر زحل، تيتان.وعامل التسارع المدي بالرغم من تأثيرة المتواضع نسبيا على الكواكب، ولكن يمكن أن يكون هاما للأقمار الطبيعية ومصدر طاقة بديل للحفاظ على الحياة.وقد يكون نطاق درجة الحرارة لقمر مرتبط مديا بعملاق غازي أقل تطرفا من كوكب مرتبط مديا إلى نجم. وعلى الرغم من أنه لم يتم إجراء دراسات حول هذا الموضوع، ولكن من المتوقع أن كميات متواضعة من ثاني أكسيد الكربون قد تجعل درجة الحرارة قابلة للسكنى.

## الثقافة الشعبية
الأقمار الطبيعية المأهولة شائعة في الخيال العلمي. على سبيل المثال فيلم الخيال العلمي الصامت الفرنسي رحلة إلى القمر الذي أنتج عام 1902.وفيلم أفاتار (2009).